# 鬼頭英一
鬼頭 英一（きとう えいいち、1908年6月26日 - 1969年9月9日）は、日本の哲学者。

## 略歴
愛知県名古屋市出身。1930年東京帝国大学文学部哲学科卒。立教大学教授、武蔵高等学校教授、1951年金沢大学教授を経て、1965年九州大学文学部教授となる。昭和初期から実存主義哲学に着目し、ハイデッガー、ヤスパースらを紹介した。70年安保にむけての学園闘争のさなかの1969年9月9日、福岡市の博多東急ホテル浴室で、シャワー取り付け口にかけた布で首吊り自殺した。のち著作集全8巻が刊行された。

## 著書
- 『ハイデツガーの存在学』 (哲学叢書）東洋出版社 1935
- 『社会存在の論理』河出書房 1944
- 『存在論』築土書店 1947
- 『人間』(哲学問題論叢 現代編) 理想社 1948
- 『無』 (哲学新書)雄山閣 1948
- 『哲学思索の方法』光の書房 1948
- 『哲学入門 自ら思索する人のために』 (春秋選書) 春秋社 1950
- 『哲学の告白』 (人生論ブックス) 理想社 1964
- 『可能性の哲学』 (フロンティア・ライブラリー) 弘文堂 1964
- 『鬼頭英一著作集』全8巻　公論社、1988

第1巻 (哲学思索の論理)
第2巻 (哲学思索の方法)
第3巻 (哲学思索の実践)
第4巻 (現象学・ハイデッガーの存在学)
第5巻 (存在論)
第6巻 (人間・無)
第7巻 (実存哲学・可能性の哲学)
第8巻 (告白の哲学)

### 共編著
- 『現代哲学の流れ』鈴木三郎共編著 小峯書店 1965

### 翻訳
- フッセル『純粋論理学へのプロレゴーメナ』世界大思想全集 春秋社 1931
- ヘーゲル『歴史哲学』世界大思想全集 春秋社 1932
- フッセル『純正現象学的及現象学的哲学観』世界大思想全集 春秋社 1932
- ヴィルヘルム・ディルタイ『精神諸科学序説』世界大思想全集 春秋社 1933
- テオドール・リップス『倫理学の根本問題』世界大思想全集 松柏館書店 1935
- キェルケゴール『懼れとをののき 弁証法的抒情詩』大地書房 1948
- キェルケゴール『哲学的断片・後書』評論社 1949
- 『道徳・教育・認識・論理の基礎づけ ディルタイ論文集』 (公論選書) 公論社 1987